# 오스틴 & 앨리
《오스틴 & 앨리》(영어: Austin & Ally)는 미국 디즈니 채널에서 2011년 12월 2일부터 2016년 1월 10일까지 방영된 시트콤이다.